# František Wichterle
František Wichterle (23. září 1840 Prostějov – 11. června 1891 Prostějov) byl prostějovský podnikatel a zakladatel firmy První prostějovská továrna na hospodářské stroje F. Wichterle, která se postupně rozrůstala až v roce 1918 (již po jeho smrti) došlo k jejímu sloučení s firmou F. a J. Kovářík a vznikla firma Wikov. František Wichterle byl dědečkem profesora Otto Wichterleho.

## Podnikatel
František Wichterle byl synem prostějovského koželuha a kožešníka Jana Wichterleho. František pracoval v mládí na místním magistrátu jako úředník, později se stal solicitátorem u notáře.V roce 1871 zakoupil společně se svými švagry Adolfem a Janem Procházkovými (jeho manželkou byla Josefa, roz. Procházková z Drahotuš) městskou plynárnu a pustil se také do obchodování s hospodářskými stroji amerického výrobce Dehringa. 27. 10. 1878 se stal spoluzakladatelem První prostějovské dílny na hospodářské nářadí Wichterle a Procházka, kde už se hospodářské stroje přímo vyráběly, a to v dílně na dvoře plynárny. V roce 1880 se vzdal vedení plynárny, odkoupil podíl v dílně a stal se jediným majitelem První prostějovské továrny na hospodářské stroje F. Wichterle. Postupně skupoval okolní pozemky a konkurenční firmy v okolí až v roce 1888 vznikla firma První prostějovská továrna na hospodářské stroje a slévárna na kov a železo F. Wichterle, kde se vyrábělo nářadí a drobné zemědělské stroje, později fukary, žací a secí stroje, mlátičky atd.

## Veřejný život
František Wichterle byl nejen významným podnikatelem v regionu, ale také činnou osobou ve veřejném životě. Stal se členem spořitelního výboru, výboru pro zřízení obecní zastavárny, členem výboru pro zřízení učitelského ústavu a řady dalších.

## Dědicové firmy
František Wichterle zemřel 11. 6. 1891 na otravu krve. Pohřben byl na Městském hřbitově v Prostějově. Vedení firmy převzali po jeho smrti synové Lambert Wichterle a Karel Wichterle, za jejichž vedení vznikla firma Wikov.